# Xenostega atricostaria
Xenostega atricostaria là một loài bướm đêm trong họ Geometridae.